# 76-я горнострелковая дивизия
76-я горнострелковая дивизия (76 гсд) — воинское соединение Вооружённых сил СССР, принимавшее участие в Великой Отечественной войне.
Период вхождения в состав действующей армии: 20 сентября 1941 года — 9 декабря 1941 года.

## История
История дивизии берёт своё начало в декабре 1920 года, когда на базе отдельного Армянского полка из числа бакинских рабочих была сформирована Армянская стрелковая бригада. 5 октября 1922 года она была переформирована в Армянскую стрелковую дивизию. В октябре 1931 года дивизия была вновь переформирована и получила наименование 76-й Армянской стрелковой дивизии. В 1935 году дивизии было присвоено имя Маршала Советского Союза К. В. Ворошилова, а 29 мая 1936 года в связи с 15-летием существования она была награждена орденом Красного Знамени.
С 1 июля 1936 года дивизия стала именоваться 76-й Армянской ордена Красного Знамени горнострелковой им. К. В. Ворошилова дивизией, а в 1940 году из-за несоответствия реальному национальному составу её названия было убрано указание на национальную принадлежность, после чего она стала называться 76-й горнострелковая краснознамённой им. К. Е. Ворошилова дивизией.
В рядах дивизии в 1923—1931 годах проходил службу будущий Маршал Советского Союза Иван Христофорович Баграмян.
В августе 1941 года дивизия участвовала в Иранской операции. В середине сентября 1941 отправлена по железной дороге в Сталино, откуда уже 20 числа этого же месяца была переброшена в район Мерефы, Джгуна и Водолаги.
12 ноября 1941 года подразделения 76 гсд освободили г. Волчанск. 9 декабря 1941 года была переформирована в 76-ю стрелковую дивизию.
В боях за станицу Клецкую под Сталинградом воинские части под командованием Муталлимова, Садыхова, Ахундова, Мамедова, Алибекова, Асланова взяли в плен весь штаб 13-й пехотной дивизии противника и 180 офицеров и солдат. 23 ноября 1942 года за боевые заслуги была преобразована в 51-ю гвардейскую стрелковую Витебскую дивизию.

## Состав
- 93-й горнострелковый полк
- 137-й горнострелковый полк
- 207-й горнострелковый полк
- 216-й горнострелковый полк
- 80-й артиллерийский полк
- 560-й гаубичный артиллерийский полк
- 100-й отдельный истребительно-противотанковый дивизион
- 36-й кавалерийский эскадрон
- 95-й сапёрный батальон
- 230-й отдельный батальон связи
- 14-й артиллерийский парковый дивизион
- 150-й медико-санитарный батальон
- 148-й автотранспортный батальон
- 133-й полевой автохлебозавод
- 123-й дивизионный ветеринарный лазарет
- 206-я полевая почтовая станция
- 232-я полевая касса Госбанка[4]

## Подчинение
| На дату    | Фронт                      | Армия      | Корпус |
| ---------- | -------------------------- | ---------- | ------ |
| 22.06.1941 | Закавказский военный округ | -          | -      |
| 01.07.1941 | Закавказский военный округ | -          | -      |
| 10.07.1941 | Закавказский военный округ | -          | -      |
| 01.08.1941 | Закавказский военный округ | 47-я армия | -      |
| 01.09.1941 | Закавказский военный округ | 47-я армия | -      |
| 01.10.1941 | Юго-Западный фронт         | 38-я армия | -      |
| 01.11.1941 | Юго-Западный фронт         | -          | -      |
| 01.12.1941 | Юго-Западный фронт         | 38-я армия | -      |

## Командование
- Мелик-Шахназаров, Андрей Павлович (09.1922 — 03.1931)
- Атоян, Акоп Татевосович (15.03.1930 — 08.1937)
- Горюнов, Кузьма Ильич (08.7.1940 — 06.12.1941), генерал-майор